# 킴 리틀
킴 앨리슨 리틀(영어: Kim Alison Little, 1990년 6월 29일 ~ )은 스코틀랜드의 여자 축구 선수로 포지션은 공격형 미드필더이다. 현재는 잉글랜드 FA 여자 슈퍼리그의 아스널 소속으로 활동하고 있다.

## 클럽 경력
킴 리틀은 2000년부터 2004년까지 버컨 걸스에서 선수 생활을 시작했으며 2005년부터 2006년까지 힙스 걸스에서 선수 생활을 했다. 2006년에 하이버니언에 합류하면서 스코틀랜드 여자 프리미어리그 무대에 데뷔했고 2006-07 시즌에서는 하이버니언의 스코틀랜드 여자 프리미어리그 우승, 스코틀랜드 여자컵 우승, 스코틀랜드 여자 프리미어리그컵 우승에 기여했다.
2008년에 잉글랜드의 여자 축구 클럽인 아스널로 이적하면서 FA 여자 프리미어리그 내셔널 디비전 무대에 데뷔했으며 아스널의 FA 여자 프리미어리그 내셔널 디비전 2회 우승, FA 여자컵 1회 우승, FA 여자 프리미어리그컵 1회 우승에 기여했다. 특히 2009-10 FA 여자 프리미어리그 시즌에서는 24골을 기록하여 아스널의 우승에 기여했다. 2008-09·2009-10 UEFA 여자 챔피언스리그 시즌에서는 아스널의 8강전 진출에 기여했고 2010-11·2011-12 UEFA 여자 챔피언스리그 시즌에서 아스널의 준결승전 진출에 기여했다.
2011년에 FA 여자 슈퍼리그가 출범한 이후에도 아스널에 잔류했으며 아스널의 여자 FA 여자 슈퍼리그 3회 우승, FA 여자컵 2회 우승, FA 여자 리그컵 3회 우승에 기여했다. 2012-13 UEFA 여자 챔피언스리그 시즌에서는 아스널의 준결승전 진출에 기여했고 2013-14 UEFA 여자 챔피언스리그 시즌에서는 아스널의 8강전 진출에 기여했다.
2014년에 미국 내셔널 위민스 사커 리그 소속 여자 축구 클럽인 시애틀 레인과 1년 계약을 체결했다. 시애틀 레인의 감독을 역임하고 있던 로라 하비는 킴 리틀의 시애틀 레인 이적을 주선했는데 로라 하비는 시애틀 레인의 감독으로 임명되기 1년 전까지 아스널의 감독을 맡았다. 시애틀 레인은 2014·2015 내셔널 위민스 사커 리그 시즌에서 정규 시즌 우승을 차지했다. 특히 킴 리틀은 2014 내셔널 위민스 사커 리그 시즌에서 16골을 기록하여 리그 득점왕에 오르는 영예를 안았다. 시애틀 레인은 2014·2015 내셔널 위민스 사커 리그 시즌 챔피언십 플레이오프에서 결승전에 진출했으나 2차례의 시즌 모두 FC 캔자스시티에 패배하면서 준우승을 차지했다.
2015년 10월에는 오스트레일리아 W리그 소속 여자 축구 클럽인 멜버른 시티로 임대 이적했다. 2015-16 오스트레일리아 W리그 시즌에서 8골을 기록하여 멜버른 시티의 정규 시즌 우승에 기여했고 시드니 FC와의 W리그 그랜드 파이널 결승전에서 멜버른 시티의 4-1 승리에 기여하면서 멜버른 시티의 그랜드 파이널 우승에도 기여했다. 킴 리틀은 오스트레일리아 W리그 시즌 종료와 함께 미국의 시애틀 레인으로 복귀했으나 20경기에 출전하여 6골을 기록하는 데에 그쳤다. 시애틀 레인은 2016 미국 내셔널 위민스 사커 리그 정규 시즌에서 5위를 기록하면서 플레이오프 진출이 좌절되었다.
2017년 5월에 아스널로 복귀했지만 2017-18 시즌은 부상의 여파로 인해 후반기에만 참가했다. 아스널은 2018-19 FA 여자 슈퍼 리그 시즌에서 우승을 차지하면서 2019-20 UEFA 여자 챔피언스리그 진출 자격도 획득했는데 킴 리틀은 14경기에 출전하여 8골을 기록했다.

## 국가대표 경력
킴 리틀은 2007년 2월 14일에 열린 일본과의 친선 경기에서 메건 스네던과 교체되어 들어오면서 스코틀랜드 여자 축구 국가대표팀 선수로 데뷔했다. 2008년 3월 12일에 열린 러시아와의 키프로스컵 경기에서 자신의 국가대표팀 첫 골을 기록했는데 스코틀랜드는 러시아에 2-3 패배를 기록했다.
2011년 3월 4일에 열린 잉글랜드와의 키프로스컵 경기에서 자신의 A매치 50경기 출전 기록을 수립하는 한편 스코틀랜드의 1번째 골을 기록했다. 스코틀랜드는 해당 경기에서 잉글랜드에 2-0 승리를 기록했는데 이는 스코틀랜드가 1977년 이후에 처음으로 잉글랜드를 상대로 기록한 승리이기도 하다.
2012년 런던 하계 올림픽에서는 영국 여자 축구 국가대표팀 선수로 참가했으며 본선 4경기에 모두 기용되었다. 카메룬과의 조별 예선 경기에서 도움 2개를 기록하여 영국의 2-0 승리에 기여했으나 영국은 캐나다와의 8강전 경기에서 패배하면서 탈락했다.
2012년 6월 16일에 열린 이스라엘과의 UEFA 여자 유로 2013 예선 경기에서 해트트릭을 기록하여 스코틀랜드의 8-0 승리에 기여했다. 2014년 9월 13일에 열린 페로 제도와의 2015년 FIFA 여자 월드컵 유럽 지역 예선 경기에서 자신의 A매치 100경기 출전 기록을 수립하는 한편 경기 시작 6분 만에 선제골을 기록하여 스코틀랜드의 9-0 승리에 기여했다.
UEFA 여자 유로 2017 예선에서 5골을 기록하여 스코틀랜드의 사상 첫 UEFA 유럽 여자 축구 선수권 대회 본선 진출에 기여했으나 킴 리틀은 부상으로 인해 네덜란드에서 개최된 UEFA 여자 유로 2017 본선에 참가하지 않았다. 2019년 FIFA 여자 월드컵 유럽 지역 예선에서 3골을 기록하여 스코틀랜드의 사상 첫 FIFA 여자 월드컵 본선 진출에 기여했다.
킴 리틀은 프랑스에서 개최된 2019년 FIFA 여자 월드컵 본선에 참가했으며 아르헨티나와의 조별 예선 3차전 경기에서 선제골을 기록했다. 스코틀랜드는 후반전 중반까지 아르헨티나에 3-0으로 앞서갔으나 후반전 막판에 아르헨티나에 3골을 허용하여 3-3 무승부를 기록하면서 조별 예선에서 탈락했다.
2019년 8월 30일에 열린 키프로스와의 UEFA 여자 유로 2021 예선 경기에서 5골을 기록하여 스코틀랜드의 8-0 승리에 기여했다.

## 수상

### 클럽
하이버니언
- 스코틀랜드 여자 프리미어리그 1회 우승 (2006-07)
- 스코틀랜드 여자컵 1회 우승 (2006-07)
- 스코틀랜드 여자 프리미어리그컵 1회 우승 (2006-07)

아스널
- FA 여자 프리미어리그 내셔널 디비전 2회 우승 (2008-09, 2009-10)
- FA 여자 슈퍼리그 3회 우승 (2011, 2012, 2018-19)
- FA 여자컵 3회 우승 (2008-09, 2010-11, 2012-13)
- FA 여자 프리미어리그컵 1회 우승 (2008-09)
- FA 여자 리그컵 4회 우승 (2011, 2012, 2013, 2018)

시애틀 레인
- 내셔널 위민스 사커 리그 정규 시즌 2회 우승 (2014, 2015)
- 내셔널 위민스 사커 리그 챔피언십 플레이오프 2회 준우승 (2014, 2015)

멜버른 시티
- 오스트레일리아 W리그 정규 시즌 1회 우승 (2015-16)
- 오스트레일리아 W리그 그랜드 파이널 1회 우승 (2015-16)

### 개인
- 2010년 FA 여자 프리미어리그 내셔널 디비전 올해의 여자 축구 선수 수상
- 2012-13 시즌 잉글랜드 프로 축구 선수 연맹(PFA) 올해의 여자 축구 선수 수상
- 2014년 내셔널 위민스 사커 리그 MVP 수상
- 2014년 내셔널 위민스 사커 리그 골든 부트 수상
- 2014년 내셔널 위민스 사커 리그 베스트 일레븐 선정
- 2015년 내셔널 위민스 사커 리그 베스트 일레븐 선정
- 2016년 내셔널 위민스 사커 리그 세컨드 일레븐 선정
- 내셔널 위민스 사커 리그 이 달의 선수 4회 선정 (2014년 4월, 2014년 5월, 2014년 6월, 2015년 6월)
- 내셔널 위민스 사커 리그 이 주의 선수 3회 선정 (2015년 제19주, 2016년 제2주, 2016년 제3주)
- 2016년 오스트레일리아 W리그 그랜드 파이널 MVP 선정
- 2016년 영국 방송 협회(BBC) 선정 올해의 여자 축구 선수 수상